# Schönbornský palác
Schönbornský palác nebo také Colloredovský palác je barokní palác v Praze na Malé Straně v ulici Tržiště 365/15. Je chráněn jako kulturní památka. Od roku 1925 je sídlem Velvyslanectví USA a přístup do něj mají jen zaměstnanci. K paláci patří rozlehlá terasovitá zahrada se sadem a raně barokní gloriet na úbočí petřínského kopce. Palác se nazývá Schönbornský po svém posledním šlechtickém majiteli.

## Historie

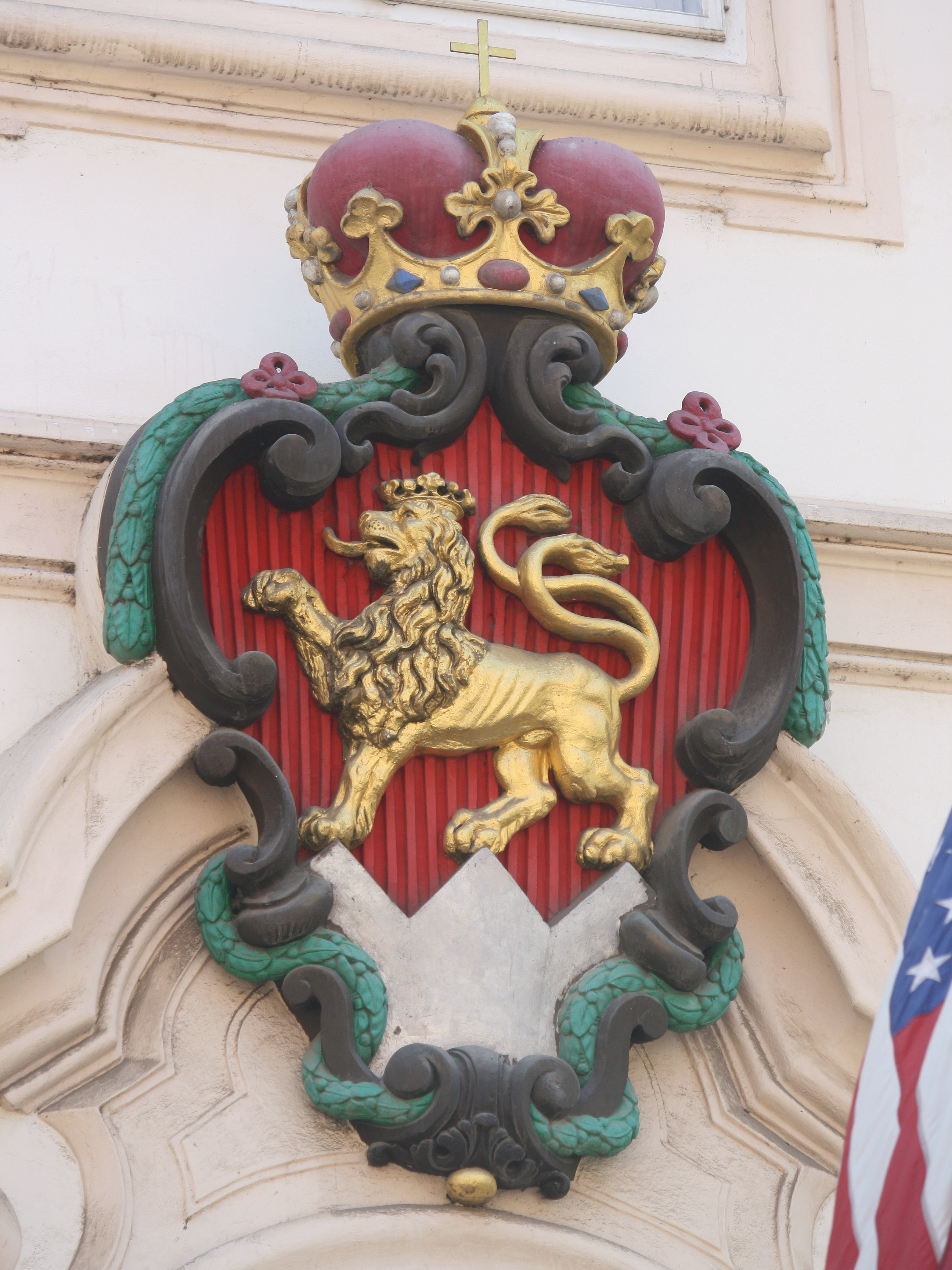
Červený štít se zlatým lvem kráčejícím na třech stříbrných hrotech je rodovým erbem Schönbornů.

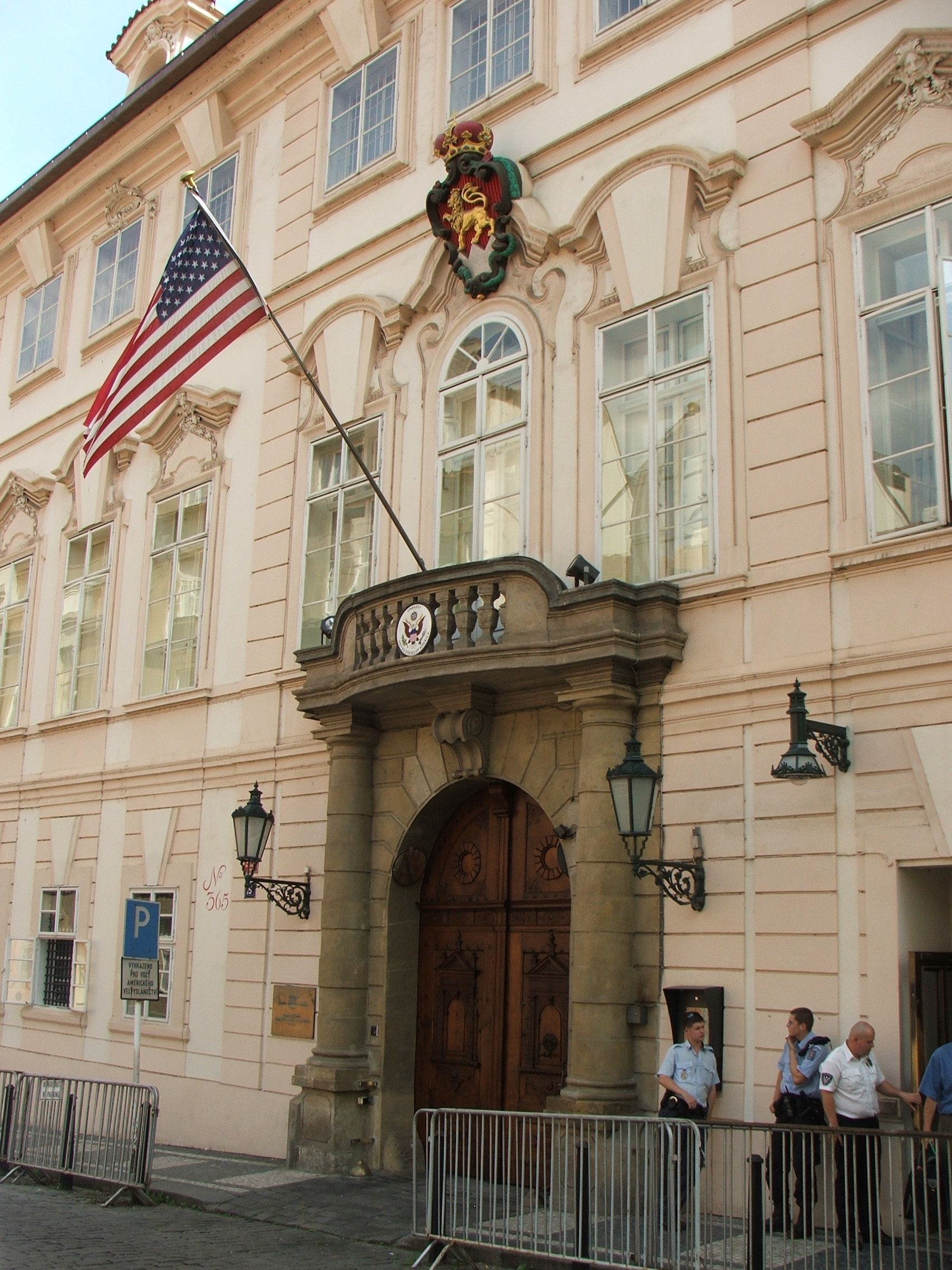
Schönbornský palác

### Vznik paláce
Palác vznikl na místě pěti renesančních domů, které zanikly v průběhu třicetileté války (1618–1648). Stávající palác je proto charakteristický poměrně komplikovanou a nejednotnou dispozicí. V paláci se lze setkat s významnými fragmenty a stavebními partiemi z celého vývojového období cca 1640–1900. O renesančním původu svědčí renesanční stropy, které byly odkryty v červenci 2001 při rekonstrukci konzulárního oddělení velvyslanectví.
V polovině 17. století zakoupil pozemky hrabě Rudolf Colloredo-Waldsee (1585–1657), velkopřevor maltézského řádu a rakouský generál, který jako vojenský velitel pražské posádky ubránil v roce 1648 Staré Město pražské před vpádem švédských vojsk. Palác nechal postavit v letech 1643–1656. V roce 1660 založil okolo paláce rozsáhlou terasovou zahradu umístěnou v petřínském svahu, která vznikla na místě staré vinice. Na jejím vrcholu byl postaven raně barokní zahradní gloriet.
Palác se zahradou patřil v druhé polovině 17. století mezi nejproslulejší a nejvyhledávanější pražské stavby, jak dokládají deníky kardinála Harracha i cestovní deníky zahraničních návštěvníků Prahy. Zahrada byla ve své době pověstná jak svou uměleckou výzdobou, tak překrásnou vyhlídkou na Hrad a na Prahu. Gloriet byl oblíbeným místem pozorování ohňostrojů pořádaných na Vltavě v prostoru dnešní Kampy. Autorství tohoto raně-barokního paláce lze připsat italskému architektu Giovannimu Pieronimu, který se jako pražský pevnostní stavitel s Colloredem velmi dobře znal.

### Přestavba v18. století
V letech 1715–1718 nechal palác přestavět habsburský diplomat Jeroným Colloredo-Waldsee. Na úpravách a výzdobě ve vrcholně barokním stylu se podíleli architekti Giovanni Battista Alliprandi, Bartolomeo Scotti a posléze zřejmě i J. B. Santini. Jednalo se především o přestavbu uličního průčelí s důmyslným prokomponováním klenáků v jednotlivých patrech paláce. Avšak uliční průčelí nese typické architektonické znaky spíše Santiniho tvorby (klenáky, frontony), proto je přestavba paláce připisována právě tomuto významnému českému architektovi italského původu. Klíčové změny interiérů i zahrad jsou dílem Alliprandiho (1720). Z těchto úprav se v paláci dochovalo několik štukových stropů, které lze podmíněně připsat Giacomu Antonimu Corbellinimu.

### Schönbornové
Později se v paláci se postupně prostřídalo několik šlechtických majitelů. V roce 1794 palác koupila hraběcí rodina Schönbornů, podle které nese palác své jméno. V roce 1910 začali Schönbornové pokoje v paláci pronajímat. Jedním z nejslavnějších nájemníků byl Franz Kafka, který si v roce 1917 pronajal na několik měsíců dva pokoje. V dopise své tehdejší snoubence Felice Bauerové napsal:
“Vešel jsem do realitní kanceláře, kde mi téměř okamžitě řekli o bytě v jednom z nejhezčích paláců. Dva pokoje, předsíň, z níž jedna polovina byla upravena jako koupelna. Šest set korun za rok. Byl to jako splněný sen. Šel jsem tam. Pokoje vysoké a krásné, červené a zlaté, skoro jako ve Versailles. Čtyři okna do klidného schovaného dvora, jedno okno do zahrady. Jaké zahrady! Když vejdeš do brány paláce skoro neuvěříš, co vidíš. Skrz vysoký oblouk druhé brány lemované karyatidami vidíš zahradu svažující se pomalu a majestátně, krásně rozdělenou rozvětveným kamenným schodištěm. Ale byt má jednu malou chybu. Bývalý nájemník, mladý muž žijící odděleně od své manželky, v něm žil se svým sluhou jen několik měsíců, a náhle byl přesunut (je státní zaměstnanec) a musel opustit Prahu. V tom krátkém čase už ale investoval do bytu hodně a nechce ho dát jen tak. Hledá někoho, kdo může alespoň částečně zaplatit náklady na zavedení elektřiny, vybavení koupelny, zavedení telefonu a velký koberec na zdi. Já jsem ten někdo nebyl. Chtěl (a určitě ne mnoho) šest set padesát korun. To pro mě bylo moc, a také přehnaně vysoké studené pokoje byly na můj vkus moc luxusní. A navíc stejně nemám žádný nábytek. To byly další věci, které jsem vzal v úvahu. Nicméně, ve stejném paláci byl ještě jeden byt, který pronajímá přímo správce paláce, ve třetím patře, docela nízké stropy, výhled do úzké ulice s Hradčany kousek před okny. Přátelštější, lidštější, skromně zařízený – jedna mladá hraběnka v něm žila jako host, zřejmě s celkem skromnými nároky. Vybavení odpovídající mladé dívce tam ještě bylo. Obával jsem se, jestli je ještě k mání. To mě činilo trochu zoufalým.”

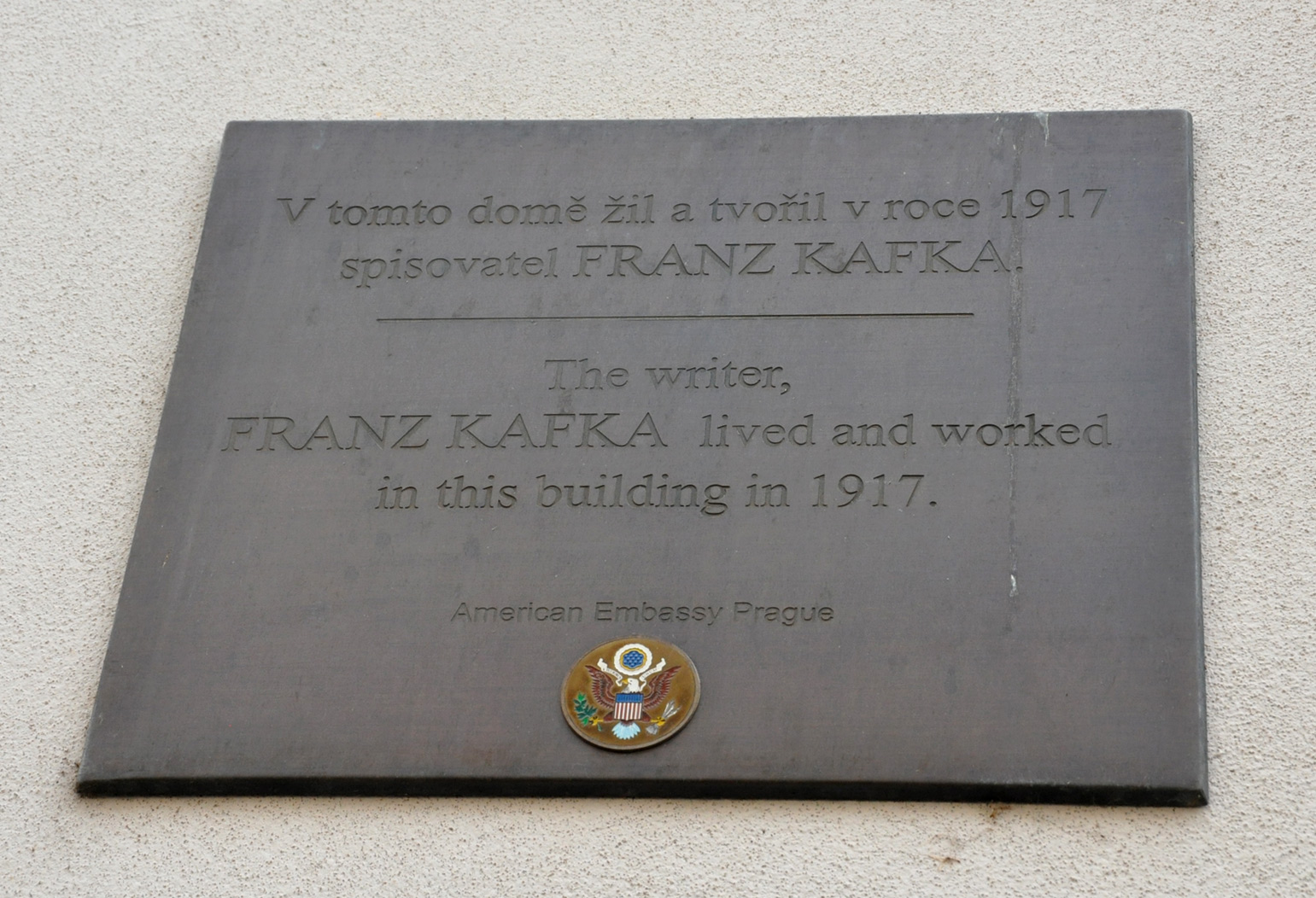
Pamětní deska o pobytu Franze Kafky v Schönbornském paláci
v Praze, na Tržišti 15.

Do Schönbornského paláce se Franz Kafka nakonec přistěhoval, ale fakt, že pokoje nebyly v zimních měsících dostatečně vytopeny, zřejmě přispěl k rozvinutí tuberkulózy a Kafka se z paláce odstěhoval do sanatoria.

### V americkém vlastnictví
V roce 1919 palác zakoupil od Carla Johanna Schönborna Richard Teller Crane, syn amerického milionáře Charlese Richarda Cranea, který byl v letech 1919–1921 prvním americkým velvyslancem v Československu. Jeho otec byl přítelem T. G. Masaryka (a později tchánem Jana Masaryka) a sehrál důležitou roli při vzniku Československa. V roce 1902 pozval profesora T. G. Masaryka přednášet do Chicaga, a protože byl nadšeným slavistou, seznámil Masaryka se slovanskými komunitami na americkém středozápadě. A byl to Charles Richard Crane, kdo zprostředkoval setkání T. G. Masaryka s prezidentem Woodrowem Wilsonem, u něhož Masaryk našel podporu pro nový československý stát. Crane palác koupil za 117 000 dolarů. Snížená cena byla pravděpodobně způsobena nedostatkem reprezentačních prostor a množstvím nájemníků (80 pokojů ze 100 bylo pronajato). Po návratu do Washingtonu nabídl Crane palác americké vládě, která ho v roce 1924 koupila za 125 000 dolarů a upravila na zastupitelský úřad a sídlo amerických velvyslanců. Za druhé světové války byl palác ve správě švýcarského zastupitelství, které se o něj příliš nestaralo. Po válce Američané palác převzali v neutěšeném stavu, což byl zřejmě důvod, proč americký velvyslanec Laurence A. Steinhardt hledal reprezentativnější rezidenci. V září 1945 si pronajal od československého státu vilu Otto Petschka v Praze 6 – Bubenči, kterou americká vláda v roce 1948 odkoupila.
Od roku 1945 slouží Schönbornský palác pouze jako úřad, který je přístupný pouze zaměstnancům a pozvaným návštěvníkům velvyslanectví.

## Rekonstrukce po roce 2000
V červenci 2001 byly při rekonstrukci konzulárního oddělení odkryty stropy z období pozdní renesance. Veškeré stavební práce byly ihned zastaveny a konzultace s historiky umění ukázaly, že se jedná o významný nález umění, které palác zdobilo na počátku 17. století, kdy byly barevné malby na dřevěných stropních kazetách důležitým estetickým prvkem. Byl vypracován plán pro odkrytí a konzervaci stropů a v roce 2006 byly restaurovány.
Restaurované stropní kazety, na kterých je znázorněna vojenská výzbroj, císařská orlice a znak, jsou k vidění v místnosti služeb pro americké občany. Vzácností je jedna z rohových kazet u oken, na níž je vidět značka umělcova cechu a jeho iniciály. Směrem od uliční strany hlouběji do budovy, pravděpodobně do soukromějších komnat, jsou malby dekorativnější a objevují se v nich květinové, zvířecí a figurální motivy. Obliba těchto malovaných motivů postupně klesala a za vlády Marie Terezie se dřevěné kazetové stropy přestaly používat úplně. Císařovna přikázala, aby všechny dřevěné stropy byly překryty omítkou kvůli požární bezpečnosti. Z nálezu vzkazu v láhvi, který je vystaven u vstupu do budovy velvyslanectví, vyplývá, že tyto dřevěné stropy byly omítnuty kolem roku 1805.

## Uměleckohistorický popis
Palác tvoří čtyři křídla ležící okolo tří nádvoří. Stavba má zvýšené přízemí, dvě podlaží a na střeše vyhlídkový altán. Nejstarší a nejzdobnější částí stavby je uliční průčelí, které nese mnohé Santiniho znaky (frontony).

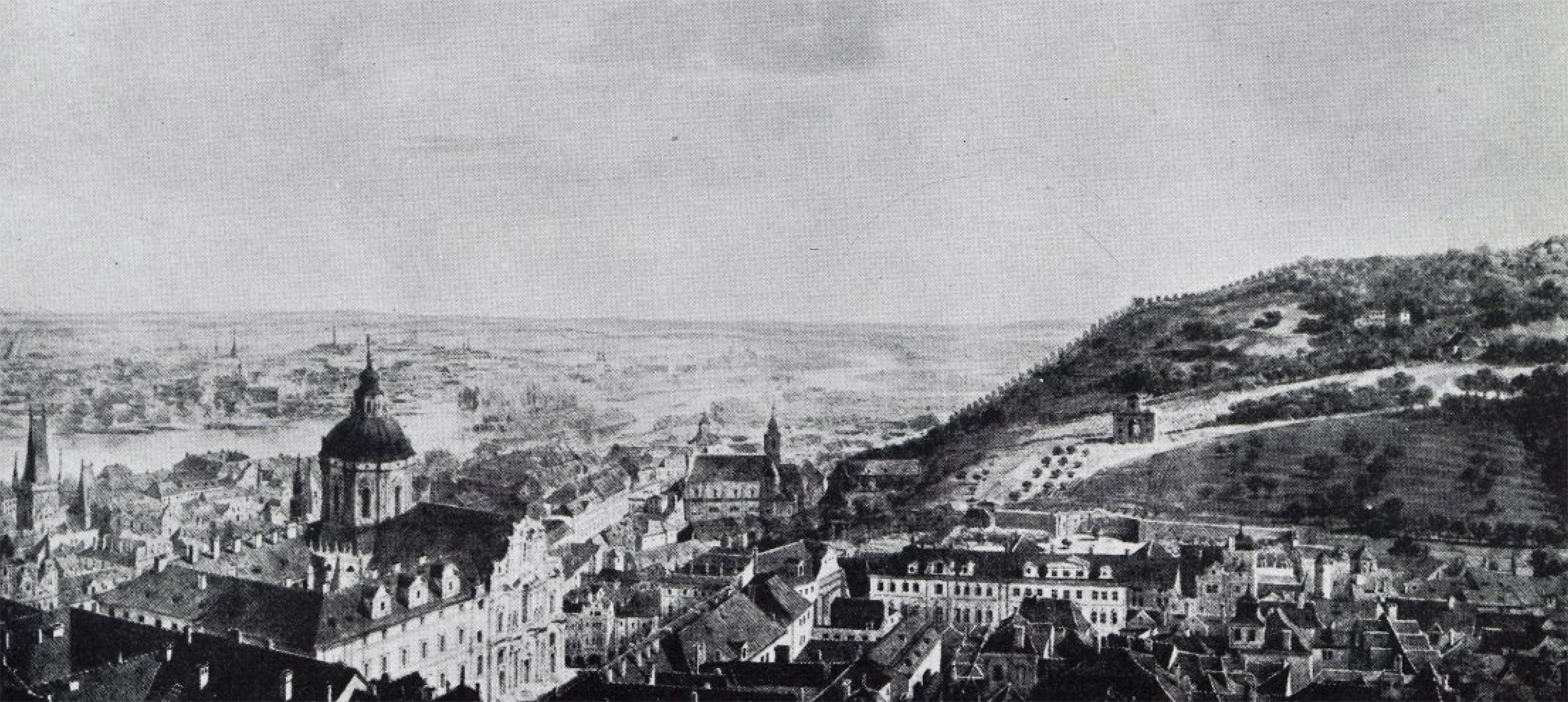
Pohled na Malou Stranu a Petřín
z oken Pražského hradu (1812), akvarel, autor Jean-Baptiste Isabey

Jednoduchý vstup lemují dva kamenné toskánské polosloupy a balkon s balustrádou. Fasáda je členěna svislými pilastry, nárožními rustikami a systémem klenáku opakujících se v každém patře. Motiv mohutných klenáků se objevuje v trojí aplikaci. V přízemí jsou uplatněny nad okny v rýhované bosáži umístěny jakoby do „prázdna“. Nad okny v prvním patře (Piano nobile) jsou zasazeny do systému provázání vysokých okenních šambrán s výrazně vyčnívajícími segmentovými a zalomenými frontony (právě zde kontrastuje tento vertikální plošný prvek s relativní křehkostí šambrán). Na pomezí prvního a druhého patra je kolorovaný Schönbornský erb. V druhém patře a ve štítu náznakového středového rizalitu jsou klenáky umístěny nad záměrně staženými okny do mírného obdélníku a na výrazně profilovanou římsu.
Střešní partii dominuje vyhlídkový altán s trojúhelným nízkým štítem, kde se opět uplatňují klenáky nad třemi téměř čtvercovými okny. Měkčí tvary mají dva střešní arkýře, otevřené velkými oválnými otvory, umístěné po stranách vyhlídkového altánu. Štít níže položené partie paláce má dokonce křivolaký obrys s okny kalusového vzhledu. Střecha je z pálené tašky.
Ve srovnání s dalšími Santiniho malostranskými paláci (Morzinský palác 1713–1714) působí právě Schönbornský dům dojmem určité střídmosti a strohosti. Autor záměrně použil velmi úsporně štukové výzdoby uliční části aby vytvořil kontrast mezi bohatou štukovou dekorací v prostoru nádvoří. Nádvoří paláce je zdobeno dekorativními lištami okolo oken s ornamentálními hlavami a girlandami v barokním slohu. Tato část byla doplněna plastickou výzdobou portálu. Z vnějšího průčelí byla přenesena raně barokní sochařská výzdoba do portálu vjezdu z nádvoří. Jedná se o dvojicí atlantů (karyatidy) od neznámého autora (možné autorství M. B. Braun).

## Spory oautorství
Otázka autorství paláce nebyla doposud plně objasněna. S rodem Colloredo byli ve styku oba čelní představitelé vrcholně barokní architektury, Alliprandi i J. B. Santini. G. B. Alliprandi prokazatelně pracoval v roce 1712 na jejich panství v Opočně ve východních Čechách, kde upravil renesanční kostel Nejsvětější Trojice (1716). Alliprandi je zde také písemně doložen již dříve v letech 1709–1710. Roku 1718 byl do Opočna povolán také Santini, aby provedl úpravy zámku a navrhl další drobné stavby v okolí (nedochované). Santinimu byl projekt paláce svěřen dříve jak Alliprandimu.
Objevují se myšlenky, že fasáda nenese žádné znaky, které by korespondovaly s dynamickým a expresivním stylem, typickým pro Santiniho, ale naopak vykazuje poklidný ráz Alliprandiho staveb. Tyto myšlenky však vycházejí jen z jednostranného chápání Santiniho díla. Právě na něho ukazuje důmyslný systém provázání, gradace a konečné vyznívání s volbou jednoho dominantního, v různých aplikacích a souvislostech uplatněného prvku (Kapitulní děkanství na Pražském hradě 1706, Morzinský palác na Malé Straně 1713–1714, Thun-Hohenštejnský palác na Malé Straně 1716).
G. B. Alliprandi byl šiřitelem vídeňsky orientované architektury (pozdně barokní klasicismus), kterou zaštiťovaly osobnosti jako J. L. von Hildebrandt a J. B. Fischer von Erlach (1656–1723). Alliprandi uplatňoval architektonické prvky jako klenáky, bosáž nebo nárožní rustiku podobně jako Santini. Avšak jeho nejtypičtějším architektonickým prvkem je tvarosloví fasády s válcovým rizalitem prostupující obě patra stavby a vyzdvihující se věžovitě nad střechou (Šternberský palác na Hradčanech 1700–1708, Lobkovický palác na Malé Straně 1703–1707, zámek v Libici u Mělníka 1700–1706, zámek Veltrusy 1711). Právě tento motiv autor s oblibou uplatňoval u mnoha svých staveb. Stejně tak byl zastáncem jednoduchosti a plošnosti fasády. Žádný z těchto motivů nenalezneme na Schönbornském paláci.

## Zahrada

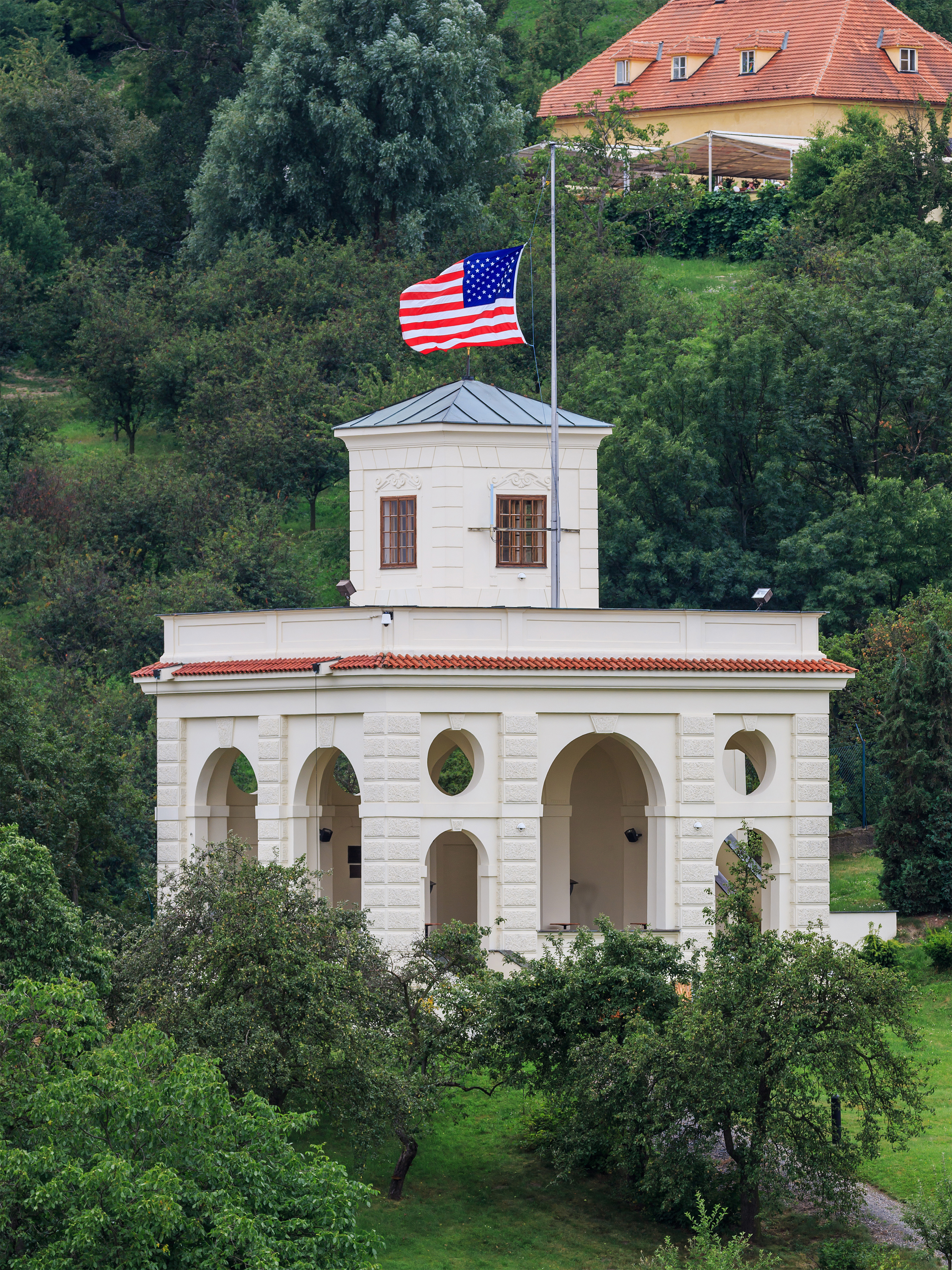
Gloriet v zahradě Schönbornského paláce, ve kterém od roku 1919 sídlí americká ambasáda.

Za palácem se rozléhá terasovitá zahrada italského typu s rozlohou 2,68 ha a sedmiakrový sad. Zahrada vznikla na místě původní petřínské vinice. Zvláštností zahrady je jezdecké schodiště vedoucí z terasy do paláce. Hrabě Colloredo-Waldsee ztratil v bitvě u Lützenu nohu (16. listopadu 1632), a proto si nechal postavit schodiště se speciálním sklonem vedoucí na první zahradní terasu, aby mohl jezdit na koni přímo do paláce. Na barokní úpravě zahrady se podepsali J. B. Santini-Aichel a G. B. Alliprandi. Za Schönbornů dostala zahrada působivější krajinářský vzhled.
Zahrada rozdělená do dvou teras vrcholí glorietem, zahradním letohrádkem s otevřenými arkádami, na němž vlaje vlajka USA. Za socialismu byl proto pro mnoho lidí symbolem svobody a demokracie.
Gloriet nechal postavit v 17. století na místě bývalého viničního domku Rudolf Colloredo-Waldsee. Architektem byl Giovanni de Galliano Pieroni (1586–1654), který se jako pražský pevnostní stavitel s Rudolfem Colloredo-Waldsee dobře znal.
Na střeše glorietu je malá místnost s okny do všech čtyř stran. Její strop je pokryt malbami z doby kolem poloviny 17. století, jejich autorem je pravděpodobně Antonín Stevens ze Steinfelsu (1618–1672), který pracoval i v blízkém Strahovském klášteře.
Gloriet sloužil jako vyhlídkový pavilon, neboť z něj bylo možné vidět všechny dominanty Prahy.
V roce 2013 byl gloriet nasvícen duhovými barvami na podporu festivalu Prague Pride (12. až 18. srpna 2013).